# Mother Tongue
Mother Tongue – coroczne wydawnictwo Association for the Study of Languages in Prehistory – ASLIP (Stowarzyszenia Badawczego Języków Starożytnych), wychodzące od 1995 roku. Celem stowarzyszenia jest zachęcanie do międzynarodowej i interdyscyplinarnej wymiany informacji, do debaty i dyskusji pomiędzy genetykami ewolucyjnymi hominidów, paleoantropologami, archeologami a językoznawcami historycznymi na temat wyłaniającej się syntezy języka źródłowego oraz prajęzyka. Umożliwia to, choć nie tylko, dyskusję nad lingwistycznymi hipotezami dotyczącymi zagadnień nadrodziny językowej. 

## Edycje wydawnictwa
| Tom  | Rok       | Redaktor                                                      | Język(i)                                                                        |
| ---- | --------- | ------------------------------------------------------------- | ------------------------------------------------------------------------------- |
| I    | 1995      | Harold C. Fleming, Allan R. Bomhard                           | baskijski, dene-kaukaskie                                                       |
| II   | 1996      | John D. Bengtson, D. McCall, R. W. Wescott                    | kusunda, nihali (Nepal)                                                         |
| III  | 1997      | John D. Bengtson, R. W. Wescott, D. McCall, Harold C. Fleming | kusunda, nihali, sumeryjski                                                     |
| IV   | 1998      | John D. Bengtson, R. W. Wescott                               | ajnoski, jenisejskie                                                            |
| V    | 1999      | John D. Bengtson, R. W. Wescott                               | austryckie, baskijski, dene-kaukaskie, substrat południowoazjatycki, sumeryjski |
| VI   | 2000/2001 | John D. Bengtson, M. E. Lepionka                              |                                                                                 |
| VII  | 2002      | John D. Bengtson                                              | elamicki, kadu, ongota, shabo, tasmańskie                                       |
| VIII | 2003      | John D. Bengtson, Georgiy Starostin                           | północnokaukaskie, khoisan południowe                                           |
| IX   | 2004      | Harold C. Fleming                                             | australijskie, kadu, ongota, shabo                                              |
| X    | 2005      | Harold C. Fleming                                             | baskijski, dene-kaukaskie, kusunda, nihali                                      |